# Osmia (подрод)
Osmia — подрод рода Osmia из семейства пчёл Megachilidae. В подроде перечислены виды и из Палеарктики и из Неарктики. К нему относят 25 видов, 23 из которых Палеарктические виды.

## Виды
Виды подрода:
- Вид: Osmia cyrenaica Peters, 1978
- Вид: Osmia excavata Alfken, 1903
- Вид: Osmia mutensis Peters, 1978
- видовая группа bicornis
  - Вид: Osmia ariadne Peters, 1978
  - Вид: Osmia bicornis (Linnaeus, 1758)
    - Подвид: Osmia bicornis bicornis (Linnaeus, 1758)
    - Подвид: Osmia bicornis globosa (Scopoli, 1763)
    - Подвид: Osmia bicornis fracticornis Pérez, 1895

  - Вид: Osmia cerinthidis Morawitz, 1876
    - Подвид: Osmia cerinthidis cerinthidis Morawitz, 1876
    - Подвид: Osmia cerinthidis crassiclypeata Peters, 1978

  - Вид: Osmia cornifrons (Radoszkowski, 1887)
  - Вид: Osmia cornuta (Latreille, 1805)
    - Подвид: Osmia cornuta cornuta (Latreille, 1805)
    - Подвид: Osmia cornuta divergens Friese, 1920
    - Подвид: Osmia cornuta neoregaena Mavromoustakis, 1938
    - Подвид: Osmia cornuta quasirufa Peters, 1978

  - Вид: Osmia kohli Ducke, 1899
  - Вид: Osmia longicornis Morawitz, 1875
  - Вид: Osmia opima Romankova, 1985
  - Вид: Osmia pedicornis Cockerell, 1919
  - Вид: Osmia quadricornuta Wu, 2004
  - Вид: Osmia rufina Cockerell, 1931
  - Вид: Osmia rufinoides Wu, 2004
  - Вид: Osmia taurus Smith, 1873
  - Вид: Osmia tricornis Latreille, 1811
  - Вид: Osmia yanbianensis Wu, 2004
- видовая группа emarginata
  - Вид: Osmia emarginata Lepeletier, 1841
    - Подвид: Osmia emarginata emarginata Lepeletier, 1841
    - Подвид: Osmia emarginata infuscata Peters, 1978

  - Вид: Osmia fedtschenkoi Morawitz, 1875
  - Вид: Osmia melanocephala Morawitz, 1875
  - Вид: Osmia mustelina Gerstaecker, 1869
    - Подвид: Osmia mustelina griseohirta Alfken, 1935
    - Подвид: Osmia mustelina mustelina Gerstaecker, 1869
    - Подвид: Osmia mustelina umbrosa Peters, 1978

  - Вид: Osmia nigrohirta Friese, 1899